# Meromyza pleurosetosa
Meromyza pleurosetosa är en tvåvingeart som beskrevs av Beschovski 1987. Meromyza pleurosetosa ingår i släktet Meromyza och familjen fritflugor.
Artens utbredningsområde är Ungern. Inga underarter finns listade i Catalogue of Life.